# Windach (Fluss)
Die Windach ist ein mit seinem längsten Oberlauf über 35 km langer linker Zufluss der Amper bei Eching am Ammersee im Landkreis Landsberg am Lech in Oberbayern.

## Namensherkunft
Windach ist als Flussname erstmals 1346 belegt als „pei der Windah“, der Ort gleichen Namens 1158 als „Windaha“. Der Name setzt sich zusammen aus dem althochdeutschen  Grundwort aha „Wasser, Fluss, Bach“ und einem Bestimmungswort, das auf eine Partizipform von althochdeutsch wintan „winden, wenden, wirbeln“, mittelhochdeutsch winden „winden, drehen“ zurückgehen dürfte. Der Name bedeutet demnach wohl „windender Fluss“, womit vielleicht zum Ausdruck kommt, dass die Windungen dieses Wasserlaufs sich häufig stark verändern.

## Geographie

### Oberläufe
Die Windach entspringt der hügeligen Moränenlandschaft westlich des Ammersees. Der rechte Hauptstrang-Oberlauf Hasenschorngraben entsteht etwa 2,9 km nordöstlich von Rott auf etwa 709 m ü. NHN im feuchten Vilgertshofener Forst, läuft westwärts aus diesem aus und berührt dann den am linken Ufer liegenden, von Entwässerungsgräben durchzogenen Hasenschorn in seiner Rechtswende auf nordnordwestlichen Lauf. Er ist etwa 2,8 km lang.
Der linke Oberlauf entsteht in einem sumpfigen Wäldchen im Gemeindegebiet von Reichling zwischen dem Dorf Gimmenhausen im Norden und dem Pfarrdorf Ludenhausen im Westen auf etwa 695 m ü. NHN und fließt etwa 1,8 km südostwärts bis zur Vereinigung mit dem Hasenschorngraben auf etwa 684 m ü. NHN, die wenig nördlich der Gemeindegrenze zu Rott liegt.

### Verlauf
Die so entstandene Windach läuft zunächst nordöstlich und durch einen Nordausläufer des Vilgertshofener Forstes, in dem sie schon bald nahe bei dessen Weiler Wolfgrub auf das Gemeindegebiet von Markt Dießen am Ammersee übertritt. Von hier an fließt sie für den größeren Teil ihres Laufes parallel zur Ausrichtung des Ammersees nördlich bis nordnordöstlich, an Wolfgrub und Dettenschwang vorbei, dann zwischen den kleinen Wohnplätzen Weidhausen und Pauleberg hindurch sowie, nach dem Zufluss des Hauser Bachs von links, in etwas Abstand östlich an Obermühlhausen vorbei. Danach mündet von rechts der Beurerbach und sie erreicht nahe dem Dreiländereck der Gemeinden Dießen, Hofstetten und Finning einen Sumpf um den Zulauf des Schlöglbachs von links, durch den sie in den Windachspeicher (625 m ü. NHN) einläuft.
Nach dem Stausee fließt sie weiter nördlich, nimmt von rechts den Roßbach auf und zieht durch die zusammengewachsenen zentralen Ortsteile von Finning hindurch, wonach sie nordnordöstlich in einem Waldgebiet die Gemeindegrenze nach Windach überquert. Im Ort Windach selbst biegt sie auf östlichen Lauf ab und wechselt dann bald aufs Gemeindegebiet von Greifenberg, in dessen Siedlung Neugreifenberg von links der Fischbach einmündet. Greifenberg selbst passiert sie an dessen Südrand und erreicht dann die letzte Gemeinde Eching am Ammersee an ihrem Lauf. Nach deren Weiler Gießübl am rechten Ufer unterquert sie die Trasse der A 96 und durchläuft dann den Hauptort. Östlich von diesem mündet sie wenig nördlich des Ammersee von links auf etwa 532 m ü. NHN in die erst etwa 600 Meter lange Amper, die eben beim gegenüberliegenden Weiler Stegen von Inning am Ammersee aus dem See ausgelaufen ist.
Die mit ihrem rechten Hauptstrang-Oberlauf Hasenschorngraben zusammen 35,8 km lange Windach mündet etwa 177 Höhenmeter unter dessen Ursprung und hat damit ein mittleres Sohlgefälle von etwa 5 ‰.

### Zuflüsse
Von der Quelle zur Mündung. Längen ggf. mit Oberläufen. Auswahl.
- Hauser Bach, von links bei Dießen am Ammersee-Obermühlhausen, 6,7 km und 11,1 km²
- Beurerbach, von rechts bei Obermühlhausen, 7,3 km und 15,1 km²
- Schlöglbach, von links nach Obermühlhausen am Einfluss in den Windachspeicher
- Durchläuft den Windachspeicher, 15 ha
- Roßbach, von rechts zwischen Windachspeicher und Finning-Entraching
- Harresbach, von links zwischen Entraching und Finning-Oberfinning
- Kehrgraben, von rechts in Oberfinning
- Saubach, von links in Finning-Unterfinning
- Wiedergraben, von links vor Windach
- Fischbach, von links in Greifenberg-Neugreifenberg
- Schweinach, von rechts nach Neugreifenberg, 7,2 km und 14,9 km²
- Langenmoosbach, von links in Eching am Ammersee

## Jahresniederschlag
Der mittlere Jahresniederschlag beträgt 1.100 mm.

## Charakter & Umgebung
Auf Grund der lokalen geologischen, geographischen und meteorologischen Gegebenheiten hat die Windach einen ausgesprochenen Wildbachcharakter. Das heißt, sie schwillt nach Regenfällen stark an. Dieses Verhalten führte im Unterlauf des Flusses ab Finning fast alljährlich zu Hochwassern mit Überflutungen der tiefergelegenen Fluren und Schäden an den Rändern des zu engen Flussbetts.
Um weiteren Schäden vorzubeugen, wurde 1961–1964 südlich von Finning ein Windachspeicher genanntes Hochwasserrückhaltebecken in einem eiszeitlichen Durchbruchstal mit kesselförmiger Erweiterung angelegt. Dennoch kam es im Unterlauf der Windach in der Gemeinde Eching 1999 und 2000 wieder zu Überschwemmungen, weswegen dort in den Jahren 2008–2009 das Flussbett der Windach zum Teil verlegt und eine neue Flutmulde gebaut wurde.

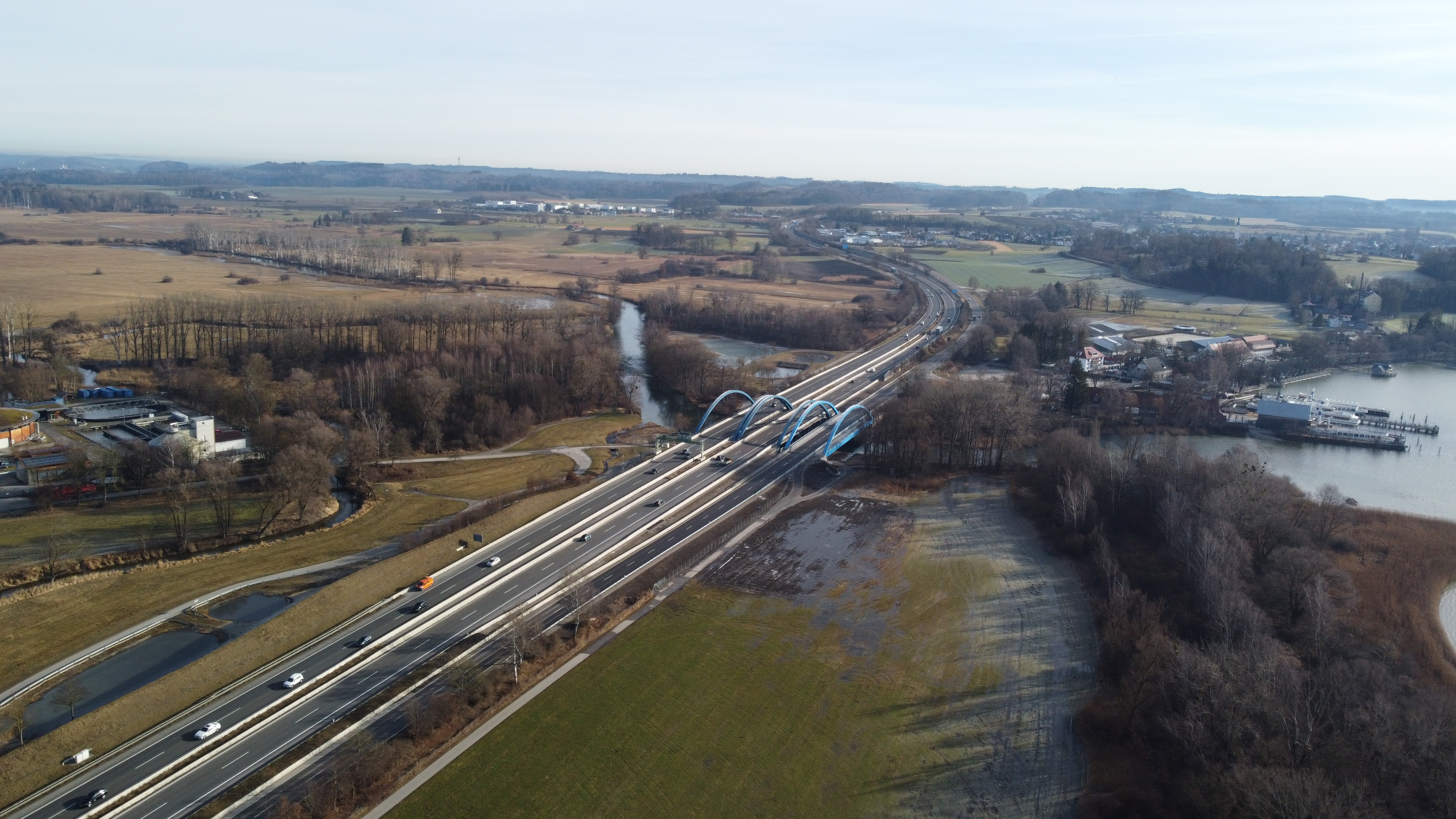
Windach fließt in die Amper
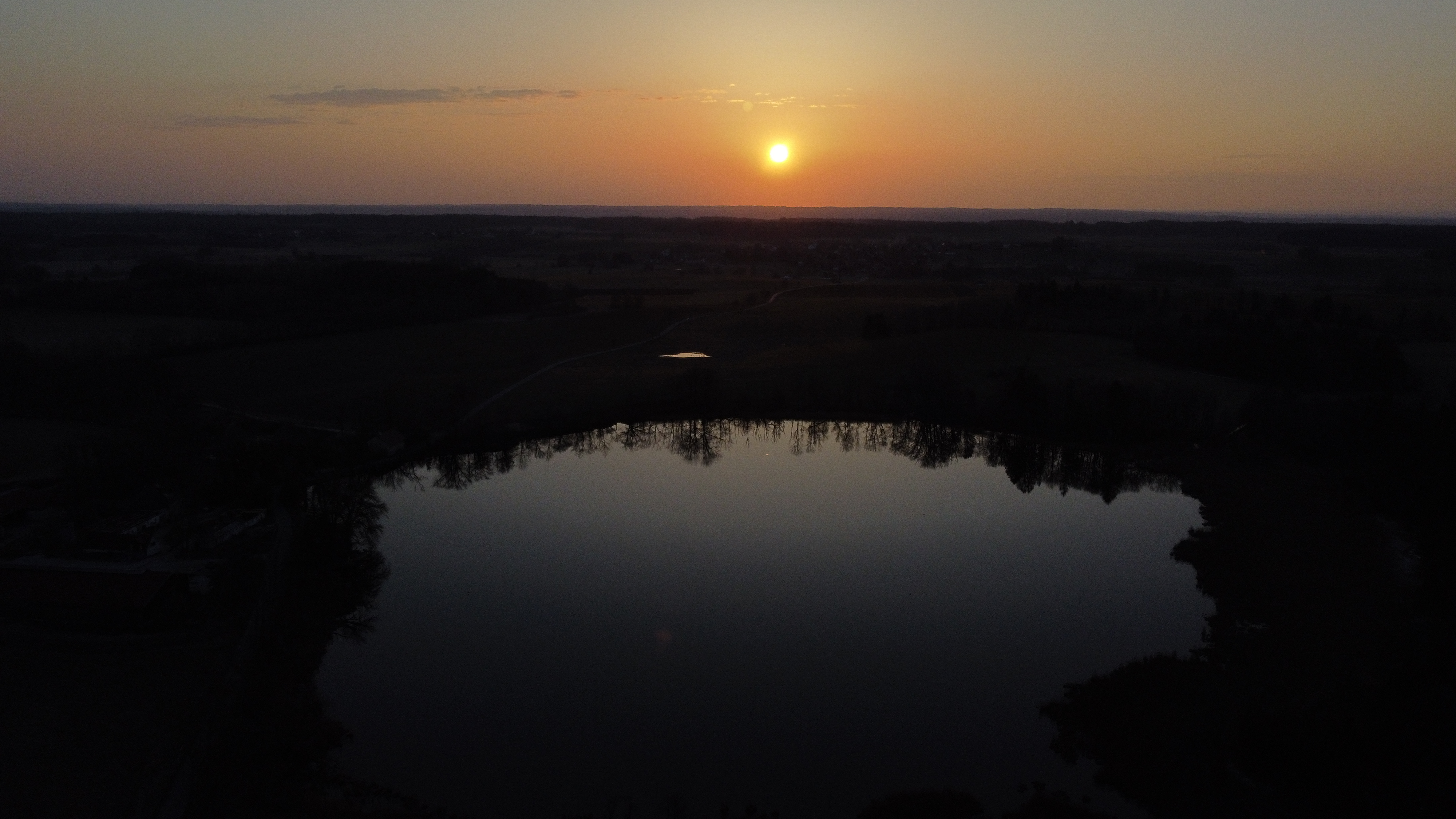
Oberhauser Weiher wird zum Hauser Bach
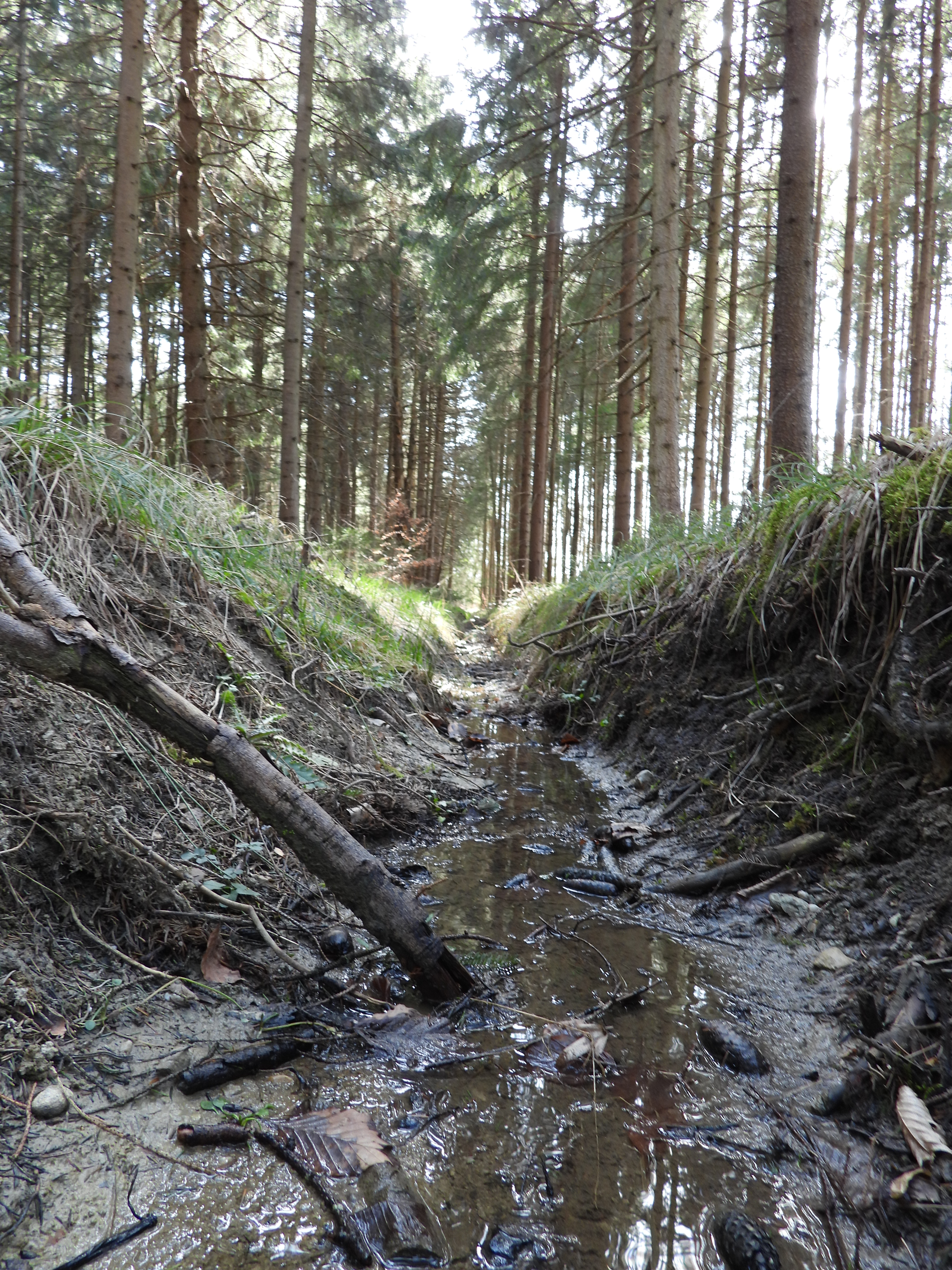
Hasenschorngraben, der 1. Ursprung der Windach
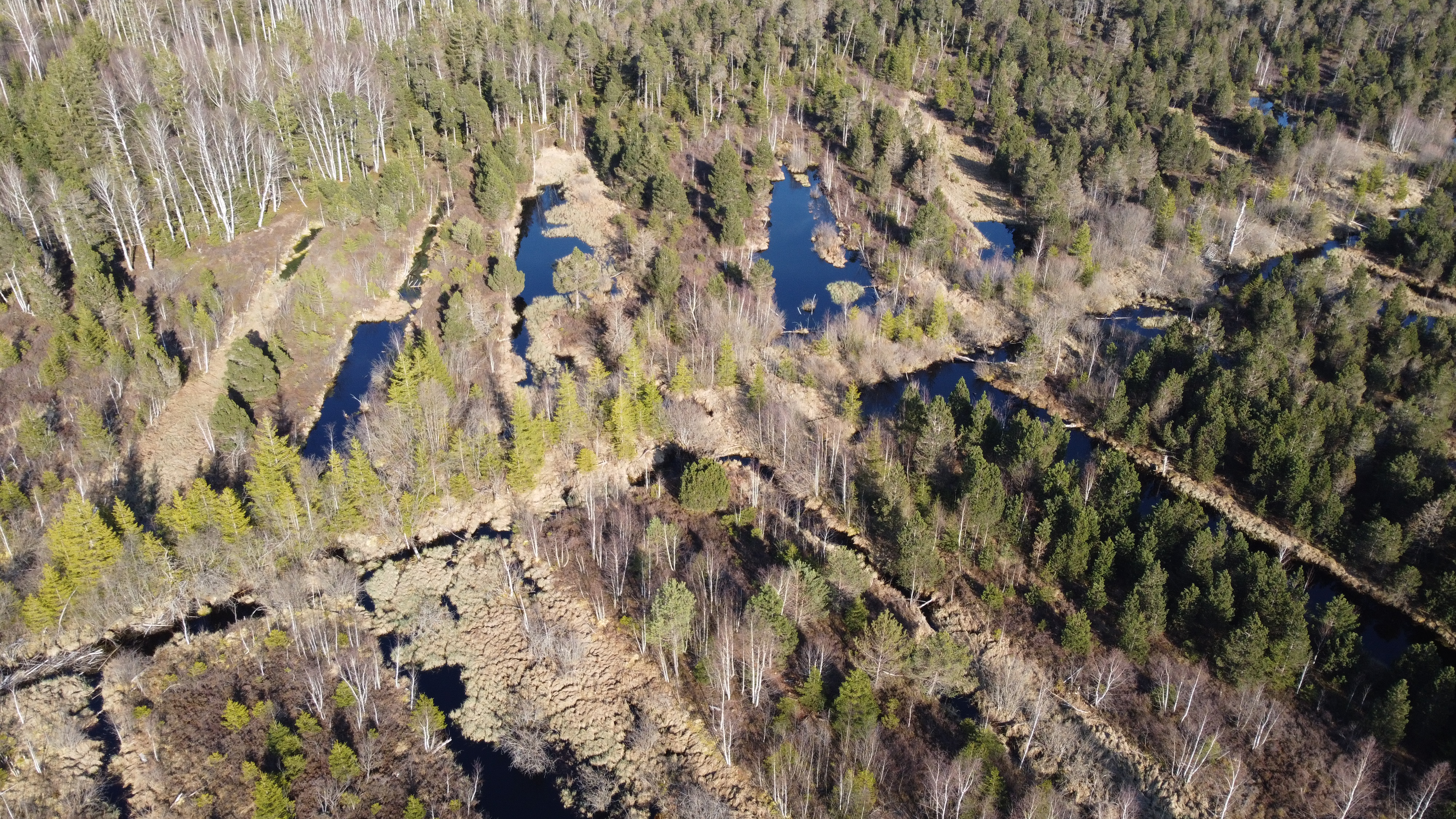
Ochsenfilz, der 2. Ursprung der Windach
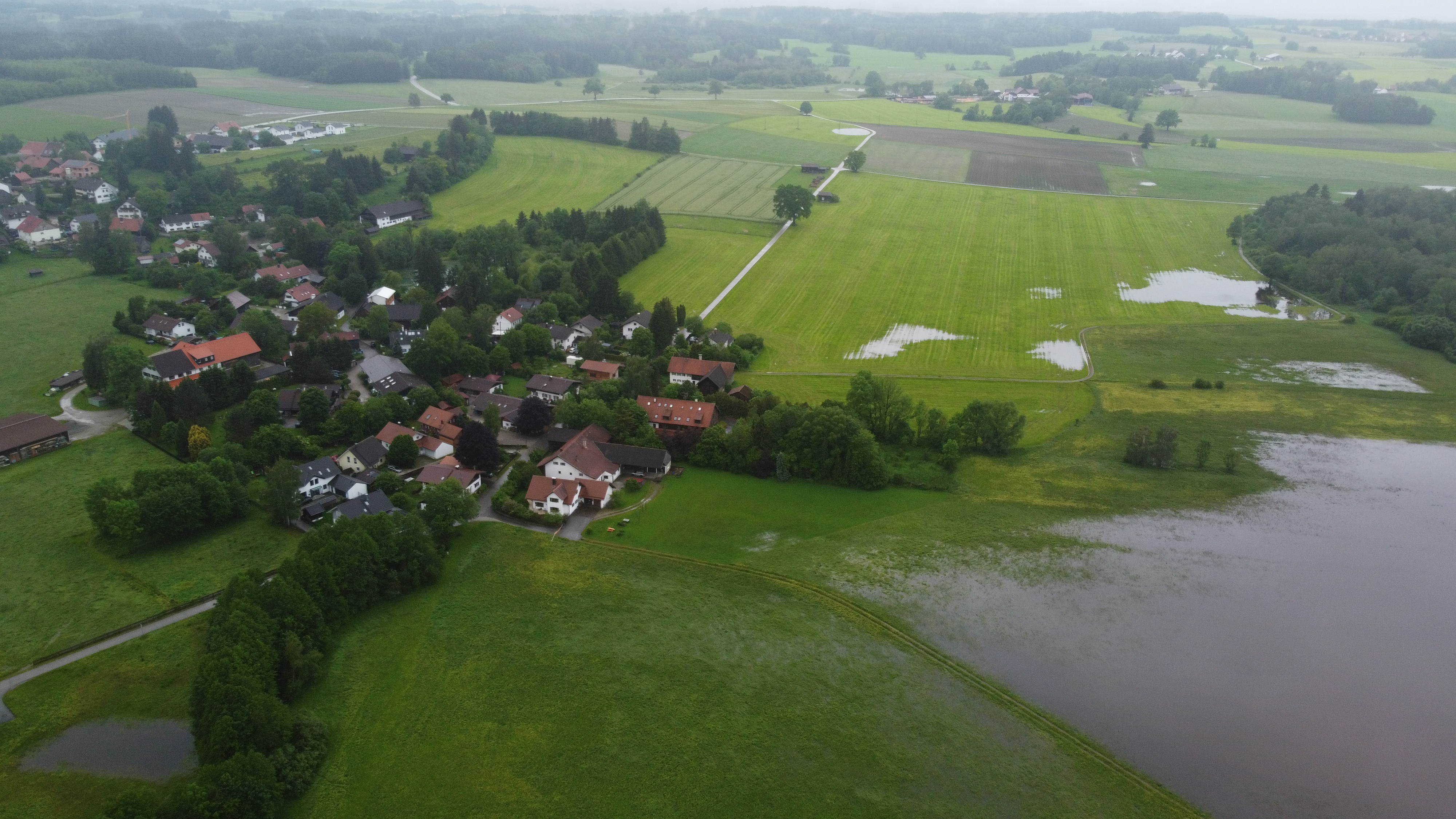
Hochwasser bei Obermühlhausen
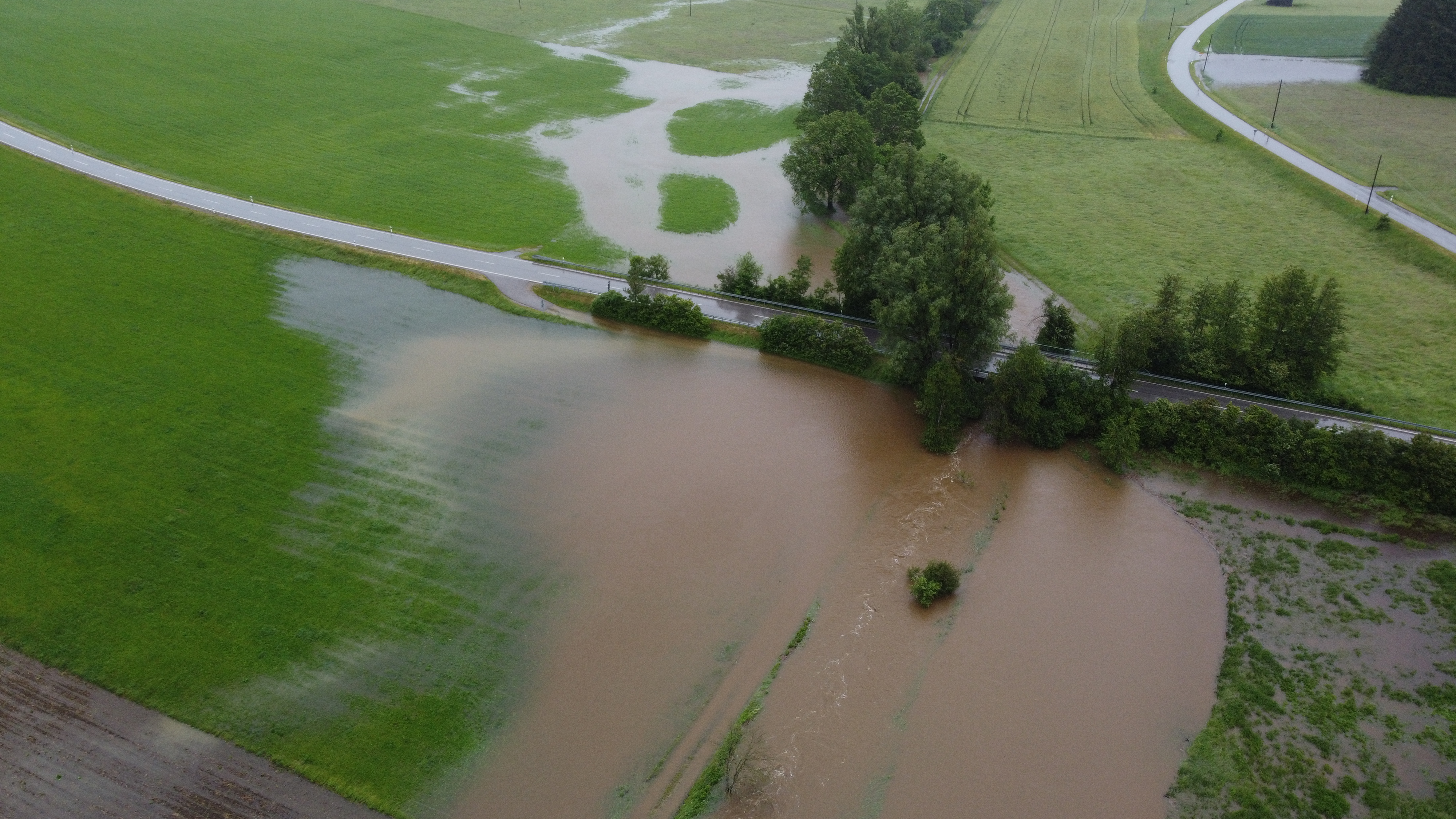
Windachbrücke Obermühlhausen
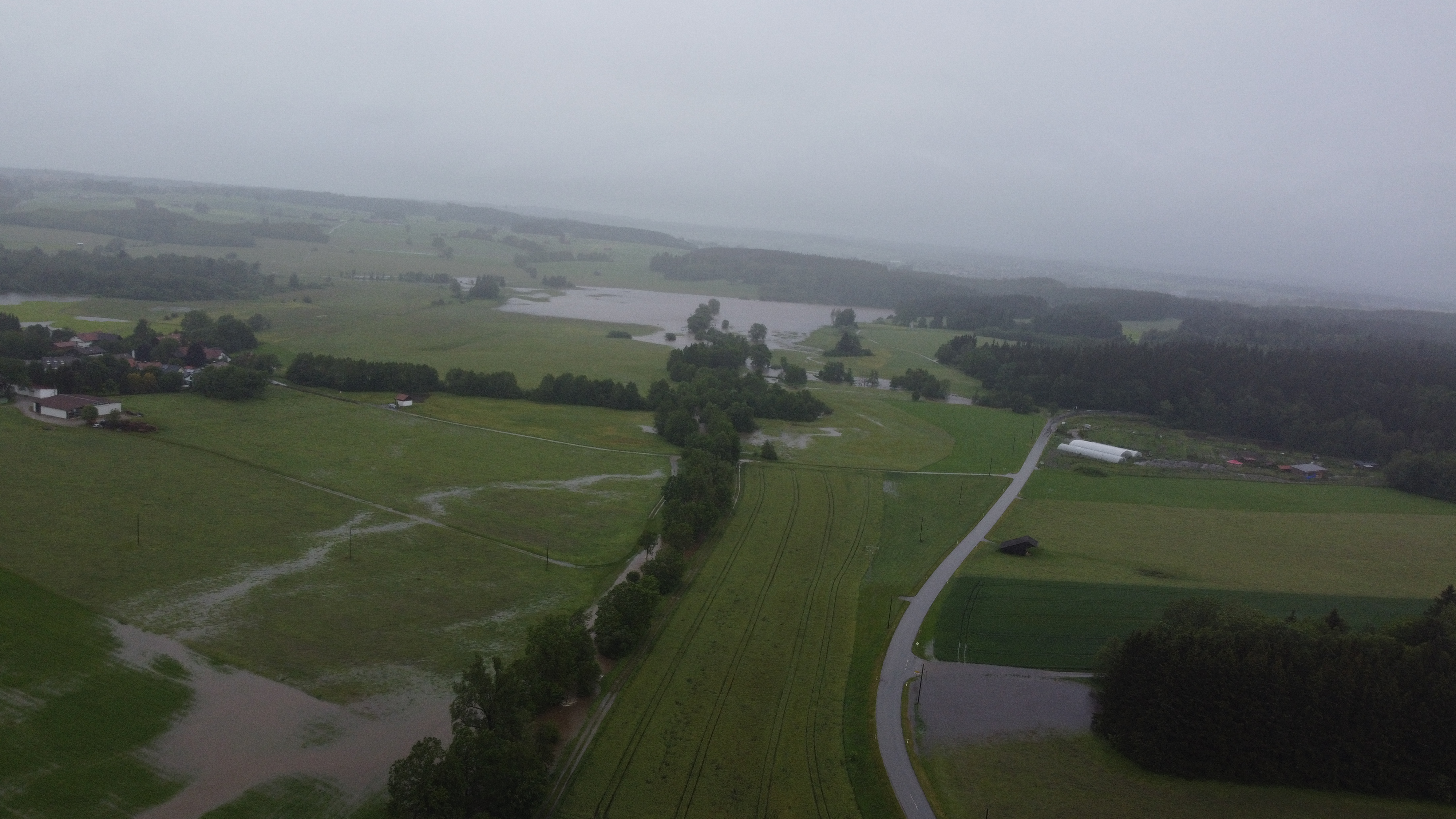
Hochwasser an der Windach zum Windachspeicher